# Angiopteris madagascariensis
Angiopteris madagascariensis är en kärlväxtart som beskrevs av De Vriese. Angiopteris madagascariensis ingår i släktet Angiopteris och familjen Marattiaceae. Inga underarter finns listade i Catalogue of Life.